# نجمة داود

نجمة داود بشكلها المستعمل بعلم إسرائيل

نجمة داود (✡) وتسمى أيضًا بخاتم سليمان وتسمى بالعبرية ماجين دافيد بمعنى «درع داود» وتعتبر من أهم رموز الشعب اليهودي.
هناك الكثير من الجدل حول قدم هذا الرمز فهناك تيار مقتنع بأن اتخاذ هذا الشعار رمزًا لليهود يعود إلى زمن داود، ولكن هناك بعض الأدلة التاريخية التي تشير إلى أن هذا الرمز استخدم قبل اليهود رمزًا للعلوم الخفية التي كانت تشمل السحر والشعوذة  وهناك أدلة أيضًا على أن هذا الرمز تم استعماله من قبل الهندوس من ضمن الأشكال الهندسية التي استعملوها للتعبير عن الكون الميتافيزيقيا  وكانوا يطلقون على هذه الرموز تسمية ماندالا Mandala وهناك البعض ممن يعتقد أن نجمة داود أصبحت رمزا للشعب اليهودي في القرون الوسطى ولكن تم استخدامها فعليا من قبل اليهود في القرن الثانى عشر ميلاديا، وإن هذا الرمز حديث مقارنة بالشمعدان السباعي الذي يعتبر من أقدم رموز بني إسرائيل. كما استعملها المسلمون في إمارة قرمان كعلم لهم.
في عام 1948 ومع إنشاء دولة إسرائيل تم اختيار نجمة داود لتكون الشعار الأساسي على العلم الإسرائيلي.

## الاستخدام رمزًا في اليهودية
هناك نظريات مختلفة حول أسس استعمال النجمة السداسية رمزًا لليهود وفيما يلي بعض من هذه الفرضيات:
- أهمية الرقم 6 في اليهودية في إشارة إلى الأيام الستة لخلق الكون والأيام الستة التي يسمح بها للعمل والتقاسيم الستة للتعاليم الشفهية في اليهودية.[5]
- النجمة السداسية تمثل الحرف الأول والأخير من اسم داود بالعبرية דָּוִד حيث يكتب حرف الدال بالعبرية بصورة مشابه لمثلث منقوص الضلع [6]
- من خلال مراقبة الشمس والقمر والنجوم والمذنبات كجزء من التنجيم يعتقد إن النجمة السداسية تمثل ميلاد النبي داود أو زمان اعتلائه العرش.[7]
- استنادا إلى القبالاه الذي يعتبر الكتاب المركزي في تفسير التوراة فإن هناك 10 صفات للخالق الأعظم، وقد جرت العادة على تجسيد تلك الصفات على شكل هرم شبيه بنجمة داود.[8] وتعتبر الديانة القابلية المستمدة من القبالاه من أهم المذاهب اليهودية وهي التعاليم الغيبية في الديانة اليهودية وتشمل السحر والممارسات الصوفية القديمة على اعتبار أن لكل حرف في الكتاب المقدس معنا خفيا، وتقوم على مبدأ عبادة الأعداد واستخدام بعض نظريات فيثاغورث، وهو مذهب عميق جدا يبحث في حقيقة الرب وأن مصدر كل الأشياء هو الرب، ولم يكن مسموحا إلا لليهود الاشداء فقط التعمق في هذه الديانة، وكما ذكر سابقا فالشكل السداسي يمثل العشر صفات العظمى للإله الأعظم والتي اعتادوا على صفها على شكل هرم يشبه النجمة.[9]
- استنادا على روايات غير موثقة فإن الدرع الذي استعمله داود في المعارك في شبابه كان درعا قديما وقام بلفه بشرائط من الجلد على هيئة النجمة السداسية.[10]
- إشارة إلى يهوه الذي يعتبر من أقدم أسماء الخالق الأعظم في اليهودية والذي يكتب بالعبرية הוה ويمكن تشكيل نجمة سداسية من الحرف الأول والأخير.[11]
- رمز لتحرير اليهودية من العبودية بعد أربعمائة سنة قضوها في مصر، فالشكل المثلث للهرم يدل علي التصوير الشامل للسلطة، أما الهرم الآخر المقلوب فيعني الخروج عن هذه السلطة.[12]

لايوجد أدلة في علم الآثار بكون نجمة داوود كانت شائعة بالأرض المقدسة في زمن النبي داوود، وأقدم دليل أثري عُثِر عليه لحد هذا اليوم هو وجود النجمة السداسية على شاهد قبر في مدينة تارانتو في الجزء الشرقي من جنوب إيطاليا والذي يعتقد إنها تعود إلى القرن الثالث بعد الميلاد.
ويعتقد بعض الباحثين أن ارتباط النجمة السداسية باليهود قد يرجع إلى سليمان ابن داود حيث اشتهر سليمان بتعدد زوجاته وكانت إحداهن من مصر، ومن المحتمل أن هذه الزوجة قد لعبت دورا في انتشار النجمة السداسية التي كانت رمزا هيروغليفيا لأرض الأرواح حسب معتقد قدماء المصريين.
عُثِر على أقدم نسخة من الكتاب المقدس اليهودي في سانت بطرسبرغ، ويرجع تاريخ هذا الكتاب إلى عام 1010م وغلاف هذا الكتاب مزين بنجمة داود.
عُثِر أيضًا على مخطوطة قديمة للكتاب المقدس اليهودي المعروف باسم التناخ في طليطلة ترجع إلى عام 1307م وقد تم تزيين هذه المخطوطة بالنجمة السداسية.

### القرون الوسطى
يوجد في القرون الوسطى حادثتين موثقتين عن استخدام نجمة داود شعارًا لليهود، كانت إحداها في عام 1354م في براغ عندما كانت جزء من بوهيميا حيث تم تصميم علم لليهود الساكنين في تلك المنطقة في عهد الملك تشارلز الرابع (1316 - 1378) حيث شاركت قوة من اليهود في قتال قوات تابعة لملك المجر.
في عام 1648م وقعت حادثة مشابهة عندما تعرضت براغ لهجوم من قبل جيش السويد وكان من ضمن المدافعين عن المدينة مجموعة من اليهود فاقترح الإمبراطور فرديناند الثالث (1608 - 1657) على هذه الجماعة حمل راية خاصة بها للتمييز بينها وبين القوات السويدية الغازية، وكانت الراية حمراء اللون وعليها نجمة داود باللون الأصفر.

### العصر الحديث
اختارت الحركة الصهيونية عام 1879م نجمة داود رمزاً لها واقترح تيودور هرتسل في أول مؤتمر صهيوني في مدينة بال أن تكون هذه النجمة رمزا للحركة الصهيونية بل أيضًا رمز الدولة اليهودية مستقبلا. وتم استعمال هذا الرمز أيضًا من قبل لجنة الطلاب «أخوة صهيون» في عام 1881، وفي عام 1882م اختار مؤيدي «حركة بيلو» نجمة داود في ختمهم الرسمي، ومن الجدير بالذكر أن حركة «محبة صهيون» (البيلو) كانوا من طلائع اليهود الذين بدؤا بالهجرة إلى فلسطين من 1882 إلى 1903 والذي يسمى أيضًا بالهجرة الأولى. وبعد إعلان دولة إسرائيل بستة أشهر قرر مجلس الدولة المؤقت بتاريخ 28 أكتوبر 1948 اعتماد نجمة داود شعارًا على العلم الإسرائيلي. بالرغم من المعارضة الشديدة من زعماء اليهود الذين كانوا يريدون وضع ال Menorah وهو الشمعدان اليهودي شعارًا للدولة اليهودية.
من الجدير بالذكر أن اليهودية الأرثوذكسية ترفض اعتبار نجمة داود رمزا للشعب اليهودي وذلك لكونها رمزا ذو علاقة بالسحر والشعوذة القديمة أو ماكانت تسمى العلوم الخفية.

## في المسيحية
تستعمل نجمة داود كرمز من قبل الطائفة المسيحية التي تسمى المورمون وخاصة في كنائسهم، ويعتبر المورمون النجمة رمزا لقبائل بني إسرائيل الإثنتي عشرة القديمة حيث يعتبر المورمون نفسهم امتدادا لهذه القبائل.
يحتفل المورمون بكثير من المناسبات اليهودية حيث وقعت الكثير من الأحداث التأريخية للمورمون في مناسبات يهودية مهمة، ولايعرف إن كانت هذه مصادفة أو شيئا متعمدا، فعيد ميلاد مؤسس الطائفة جوزيف سميث يصادف يوم حانوكا التي هي عطلة يهودية تبدأ عادة في ديسمبر، وهناك 12 مناسبة تاريخية مهمة للمورمون تصادف كلها مناسبات يهودية.

### نجمة داوود زخرفة إسلامية
أكد باحثوا الآثار أن الاكتشافات الأثرية الحديثة التي تمت بسيناء بعد تحريرها أكدت أن النجمة السداسية التي اتخذها اليهود شعاراً لهم وأطلقوا عليها «نجمة داوود»، هي زخرفة إسلامية وجدت على العمائر الإسلامية ومنها قلعة «الجندي» برأس سدر بسيناء وأنشأها القائد صلاح الدين الأيوبي ووضع هذه النجمة الإسلامية على مدخل القلعة.
النجمة السداسية وجدت أيضًا على طبق من الخزف ذي البريق المعدني الفاطمي (العصر الفاطمي 358هـ - 567 هـ، 969م - 1171م) الذي كشفت عنه بعثة آثار منطقة جنوب سيناء للآثار الإسلامية والقبطية عام 1997، أما نقش الشمعدان أو المينوراه ذو السبعة أو التسعة أفرع والذي اتخذه اليهود شعاراً لهم فهو شمعدان روماني من أيام «تيتوس» 70م.كما وجدت النجمة في الفترة الأموية على صور المسجد الاقصى وكذلك على الفخار المملوكي والايوبي كختم للصانع

## نجمة داوود والنازية

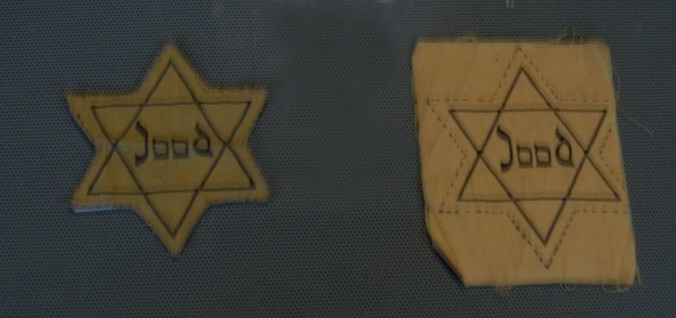

تم استعمال نجمة داود من قبل النازية أثناء الهولوكوست حيث تم إجبار اليهود على وضع شارة صفراء على شكل نجمة داود على ملابسهم بغية التعرف على اليهود، وكانت هناك ثلاث أنواع من شارة النجمة السداسية المخصصة لليهود:
- الشارة الصفراء على شكل نجمة داود لليهود.
- مثلث أصفر على مثلث وردي اللون على شكل نجمة داود لليهود المثليين.
- مثلث أصفر على مثلث أسود اللون مرتبة على شكل نجمة داود للأشخاص الذين ينتمون للعرق الآري وكانت لهم صلة قربى مع اليهود.[20]